# Gamagara
Gamagara – gmina w Republice Południowej Afryki, w Prowincji Przylądkowej Północnej, w dystrykcie John Taolo Gaetsewe. Siedzibą administracyjną gminy jest Kathu.